# Vismia latisepala
Vismia latisepala är en johannesörtsväxtart som beskrevs av N.K.B. Robson. Vismia latisepala ingår i släktet Vismia och familjen johannesörtsväxter. Inga underarter finns listade i Catalogue of Life.